# النوع الاجتماعي الثالث
النوع الاجتماعي الثالث، مفهوم يصنِّف الأفراد على أنهم ليسوا رجالًا أو نساءً، من قبلهم أو من قبل المجتمع. يعدّ أيضًا فئة اجتماعية موجودة في المجتمعات التي تعترف بثلاثة أو أكثر من الأنواع الاجتماعية. عادة ما يُفهم المصطلح الثالث على أنه يعني «غير ذلك»؛ إذ وصف بعض علماء الأنثروبولوجيا وعلماء الاجتماع النوع الاجتماعي الرابع والخامس، «وبعض» الأنواع الاجتماعية الأخرى.
يصنف الجنس الكروموسومي والتشريحي للإنسان في علم الأحياء الفرد كذكر أو أنثى أو كفرد يتبع أحد الاختلافات غير الشائعة في مثنوية الشكل الجنسي الذي يمكن أن يخلق درجة من الغموض تُعرف باسم ثنائية الجنس. بالإضافة إلى حالة التعريف الشخصي، أو تعريف المجتمع للجنس على أنه رجل أو امرأة أو غير ذلك، فهو يُحدَّد عادةً من خلال الهوية الجندرية للفرد والدور الجندري في الثقافة الخاصة التي يعيشون فيها. لم تحدد جميع الثقافات بدقة الأدوار الجندرية.
قد يمثّل النوع الاجتماعي الثالث أو الرابع أشياءً مختلفة بشكل كبير عند الثقافات المختلفة. يعدّ «الماهو» عند الهاوائيين الأصليين والتاهيتيين حالةً وسيطةً بين الرجل والمرأة، أو «شخص من نوع اجتماعي غير محدد». يعترف بعض الأمريكيين الأصليين النافاهو في جنوب غرب الولايات المتحدة بطيف من أربعة أنواع اجتماعية: المرأة الأنثوية، والمرأة الذكورية، والرجل الأنثوي، والرجل الذكوري. استُخدم مصطلح «الجندر الثالث» لوصف «الهيجرا» في الهند، والذي اكتسب من اعتُبر كذلك هويةً قانونيةً، «والفافافين» من بولنيزيا، والعذارى المحلفين.
تعدّ مفاهيم «الجندر الثالث والرابع، وبعض الأدوار الجندرية» جديدةً إلى حد ما في الأفكار المفاهيمية والثقافة الغربية، على الرغم من وجودها في عدد من الثقافات غير الغربية. يُرجَّح أن تعتنق الثقافات الفرعية الكُويريّة والمثليّة الحديثة هذا المفهوم. في الوقت الذي سعى فيه الباحثون الغربيون الرئيسيون- ولا سيما علماء الأنثروبولوجيا الذين حاولوا الكتابة عن «الهيجرا» في جنوب آسيا، «ومختلفي النوع الاجتماعي» وذوي الروحين من الأمريكيين الأصليين- في كثير من الأحيان إلى فهم مصطلح «النوع الاجتماعي الثالث» بلغة مجتمع الميم الحديث، فإن باحثين آخرين- وخاصة باحثي الشعوب الأصلية- أكّدوا أن افتقار الباحثين الرئيسيين للفهم والسياق الثقافي أدى إلى تشويه واسع النطاق لمفاهيم الجندر الثالث، بالإضافة إلى تشويه للثقافات المعنية، وما يتعلق بمدى انطباق هذا المفهوم فعليًا على هذه الثقافات.

## الجنس والنوع الاجتماعي
وصف علماء الأنثروبولوجيا- منذ سبعينيات القرن العشرين- فئات النوع الاجتماعي في بعض الثقافات التي لم يتمكنوا من فهمها بشكل كافٍ باستخدام إطار ثنائي جندريًا. بدأ النسويون في الوقت ذاته، بالتمييز بين الجنس (البيولوجي) والنوع الاجتماعي (الاجتماعي/النفسي). يجادل منظرو النوع الاجتماعي المعاصرون عادةً بأن النظام الثنائي ليس فطريًا ولا عالميًا.

يعتقد عالم الأنثروبولوجيا مايكل جي بيليتز أن مفاهيمنا عن الفئات المختلفة للنوع الاجتماعي (بما في ذلك المواقف تجاه النوع الاجتماعي الثالث) تؤثر بعمق على حياتنا وتعكس قيمنا في المجتمع. كتب بيليتز في كتابه «الجندر، والجنسانية، وسياسات الجسد في آسيا الحديثة»:
«يشير مصطلح الجندر/النوع الاجتماعي- تحت غاياتنا- إلى الفئات الثقافية، والرموز، والمعاني، والممارسات، والترتيبات المؤسساتية التي تؤثر على خمس مجموعات من المظاهر على الأقل: (1) الإناث والأنوثة، (2) الذكور والذكورة، (3) الزنمرديون، الذين يتشاركون خصائص ذكورية وأنثوية في المظهر أو هم من جنس/نوع اجتماعي غير محدد، بالإضافة لثنائيي الجنس والمعروفون أيضًا بالمخنثين، والذين قد يملكون بدرجة أو بأخرى، أعضاء أو خصائص جنسية من الذكور والإناث، (4) مغايرو النوع الاجتماعي، الذين ينخرطون في ممارسات تتعدى الحدود المعيارية أو تتخطاها، وهم بالتالي بحكم التعريف «متجاوزو النوع الاجتماعي»، (5) الأفراد المحايدون أو غير محددي الجنس أو النوع الاجتماعي مثل الخصيان».

### ثنائيو الجنس والجندر الثالث
يولد ثنائيو الجنس بخصائص جنسية، مثل الكروموسومات، أو الغدد التناسلية، أو الأعضاء التناسلية «غير متناسبة مع المفاهيم الثنائية النموذجية لأجسام الذكور أو الإناث» وفقًا لمكتب المفوضية السامية للأمم المتحدة لحقوق الإنسان. التمييز بين الجنس والنوع الاجتماعي ليس شائعًا، ووصف بيلتز للنوع الاجتماعي على أنه تحديد للاختلافات البيولوجية بالإضافة إلى الممارسات الثقافية ليس فريدًا. يجادل الباحث ثنائي الجنس مورغان هولمز في دراسة للحجج القائلة بأن ثنائيي الجنس يتناسبون مع تصنيف الجندر الثالث، بأن الكثير من تحليلات الجنس الثالث أو الجندر الثالث هو تبسيط:
تصور الكثير من الأعمال الحالية حول الأنظمة الثقافية التي تتضمن «الجنس الثالث» رؤى مبسطة تُصنَّف فيها المجتمعات التي تحتوي على أكثر من فئتين من فئات الجنس/ النوع الاجتماعي، على أنها أفضل من تلك التي تقسّم العالم إلى فئتين فقط. أزعم أنه لمعرفة مدى كون النظام أكثر أو أقل قمعيةً من نظام آخر، فعلينا أن نفهم كيف يعامل أعضائه المتنوعين، وليس فقط من هم «فئة ثالثة».
قد لا يعرّف ثنائيو الجنس أنفسهم- كحال العديد من الأفراد غير ثنائيي الجنس- على أنهم إناث أو ذكور حصريًا، إلا أن معظمهم يبدون كالنساء أو الرجال. تشير مراجعة سريرية إلى أن 8.5-20% من ثنائيي الجنس قد يعانون من اضطراب الهوية الجندرية، بينما تُظهر الأبحاث الاجتماعية في أستراليا، التي تملك تصنيفًا للجنس الثالث «إكس»، أن 19% من الأشخاص المولودين بخصائص جنسية غير نمطية تحددوا «إكس» أو «غير ذلك»، في حين أن 52% نساء و23% رجال و6% غير متأكدين مما هم.
يُعتقد أن أليكس ماكفارلين هو أول شخص في أستراليا حاصل على شهادة ميلاد تسجل الجنس فيه على أنه غير محدد، وأول جواز سفر أسترالي بعلامة جنسية «إكس» في عام 2003.
أدلى مؤتمر ثنائية الجنس الدولي الثالث، الذي عقد في نوفمبر/ديسمبر عام 2013، لأول مرة ببيانات حول تسجيل الجنس والنوع الاجتماعي:
- تسجيل الأطفال ثنائيي الجنس كإناث أو ذكور، مع إدراك أنه- مثل جميع الأشخاص- قد يكبرون ويعرّفون أنفسهم بجنس أو نوع اجتماعي مختلف.
- ضمان إمكانية تعديل تصنيفات الجنس أو النوع الاجتماعي من خلال إجراء إداري بسيط بناءً على طلب الأفراد المعنيين. يجب أن يكون جميع البالغين والقصّر المؤهلون قادرين على الاختيار بين الإناث (إف) أو الذكور (إم) أو غير ثنائي أو خيارات متعددة. يجب ألا يكون الجنس أو النوع الاجتماعي فئةً في شهادات الميلاد أو وثائق الهوية لأي شخص في المستقبل، كما هو الحال مع العرق أو الدين.

ينص منتدى آسيا والمحيط الهادئ للمؤسسات الوطنية لحقوق الإنسان على أن الاعتراف القانوني بثنائيي الجنس يتعلق أولًا بالحصول على نفس الحقوق التي يتمتع بها الرجال والنساء الآخرون، عند تسجيلهم كذكور أو إناث. ثانيًا، يتعلق الأمر بالوصول إلى التصحيحات الإدارية للوثائق القانونية عندما لا يكون تحديد الجنس الأصلي مناسبًا. ثالثًا، لا يتعلق الأمر بإنشاء تصنيف لجنس ثالث أو جندر ثالث لثنائيي الجنس كمجموعة سكانية، بل يتعلق الأمر بتقرير المصير.
دعا بيان المجتمع الأسترالي وأوتياروا/نيوزيلندا في مارس 2017 إلى وضع حد للتصنيف القانوني للجنس، مشيرًا إلى أن التصنيفات القانونية الثالثة، مثل التصنيفات الثنائية، تستند إلى العنف الهيكلي وفشلت في احترام التنوع و «الحق في تقرير المصير». كما دعا إلى تجريم التدخلات الطبية التي يمكن ردعها على ثنائيي الجنس.